# آيت وادفل (آيت سبع لجروف)
آيت وادفل هي إحدى مشيخات المملكة المغربية، تتبع جغرافيا لإقليم صفرو وإداريًا لآيت سبع لجروف. يقدر عدد سكانها بـ 1820 نسمة حسب الإحصاء الرسمي للسكان والسكنى لسنة 2004.